# Sport Áncash Fútbol Club
El Sport Áncash es un club de fútbol de la ciudad peruana de Huaraz, en el departamento de Áncash. Fue fundado originalmente en 1935, refundado en 1960 y formalmente inscrito en 1967. Participa en la Copa Perú, cuarta división del fútbol peruano. 
Tiene un campeonato en la Copa Perú (2004), también fue subcampeón de la Segunda División del Perú en el 2010 y en el 2016, subcampeón de la Copa del Inca 2011, mientras que a nivel departamental tiene 10 títulos. Estos logros hicieron que se ganara la simpatía de la afición huaracina, motivo por el cual se le considera como el equipo de mayor tradición, historia y arraigo popular de la ciudad y uno de los más importantes de la  Región Áncash junto al José Gálvez de Chimbote, con quien disputa el Clásico Ancashino. Además, es el primer equipo huaracino que ha participado en primera división y en un torneo internacional.
En la tabla histórica del fútbol peruano se ubica en el puesto 33° tras una regular campaña durante los cinco años que estuvo en Primera, fue tercero en el 2007, logrando así clasificar a la Copa Sudamericana 2008.

## Historia

### Fundación
El club nació bajo el nombre de Sport Áncash en el año 1935, según la revista de fútbol DeChalaca, el club fue fundado por un grupo de personas emigrantes del distrito de Celendín (Cajamarca), que llegaron a residir en Huaraz. El club participaría en la liga distrital de manera esporádica y se forjaría el primer clásico huaracino con el Deportivo Belén (fundado en 1938). Posteriormente, en 1960, un grupo de jóvenes estudiantes huaracinos, chacasinos y sanluisinos que conformaban equipos de la segunda división de Huaraz, refundaron el club inspirándose en el nombre de la calle donde residían, el Jirón Áncash (desaparecido en el terremoto de 1970), el equipo participó hasta 1963 en la segunda distrital. Posteriormente, el club fue refundado para participar en la primera división distrital el 22 de abril de 1967, por iniciativa del Sindicato de Vendedores Minoristas del Mercado de Huaraz (SIVEMIME). Años después, el club subió a la primera división del fútbol huaracino manteniendo desde entonces su categoría.
Después del sismo de 1970 y debido a la migración de muchos de los socios fundadores y a la falta de recursos económicos, el equipo tuvo que ser transferido a la CRIRZA (Comisión Reconstrucción y Rehabiliatación de la Zona) tomando el nombre de «Club Deportivo Comunitario Laboral Sport Ancash». A partir de entonces seguiría bajo la conducción de los Organismos Regionales de Desarrollo de Áncash como ORDEZA, ORDENORCENTRO, CORDEANCASH, Región Chavin, CTAR Áncash y Región Áncash.
En el año 2004, la presidencia del club es asumida por el señor José Mallqui, quien le da la denominación de «Club Deportivo Sport Ancash».
En septiembre del 2013, al no poder hacer efectivo el pago de las deudas que acarreaba de años anteriores, el equipo desaparece y es refundado con el nombre de «Sport Ancash Fútbol Club»; volviendo a jugar en la Liga Distrital de Fútbol de Huaraz.

### Ingreso al profesionalismo

#### La gran campaña del 1976
Estuvo presente por primera vez en la Etapa nacional de la denominada Copa Perú en 1976, el 26 de septiembre, en el estadio nacional, Sport Áncash tenía su primera prueba de fuego ante Pesca Perú de Mollendo, uno de los que venía como favorito. El equipo mollendino confirmó el porqué de su favoritismo al vencerlo 4 a 2 en un partido que la amenaza se puso en ventaja pero no pudo sostenerlo.
Para la segunda fecha enfrentaba al siete veces campeón de Ferreñafe, el Boca Junior, era el rival de turno para la Amenaza Verde, que le jugó de igual a igual y a despecho que los pronósticos le fueran esquivos. La primera etapa se mostró equilibrada, aunque el que más sufrió fue el cuadro boquense con la pérdida de su figura, Stalin Incio, quien a los 20 minutos tuvo que abandonar el campo. Así se decretó el 2-1. Áncash se sacudía de la derrota inicial y lograba su primera victoria.
Si Sport Áncash quería meterse en la pelea, tenía que llevarse los dos puntos en el duelo ante Santa Rosa de Huánuco. El cuadro huaracino estuvo mejor constituido y con un fútbol más incisivo, teniendo como referente en ataque a Francisco Medrano, el primer tiempo acabó sin goles, para el segundo tiempo Áncash salió a ganar y lo consiguió por 2 a 0 final que se celebró vía radial en todo el Callejón de Huaylas.
Con un marco de 30 mil espectadores, Sport Áncash tenía todo en la cuarta jornada para quedar a un tris del título. No obstante, al frente tenía al Miguel Grau de Abancay, que respondió con gran amor propio. Sport Áncash no esperó toparse con un equipo tan aguerrido y con coraje durante los 90 minutos, que merecidamente logró mantener el cero y le puso agonía a la definición. Al término de la cuarta jornada, Coronel Bolognesi de Tacna y Sport Áncash compartían la punta con cinco unidades, y justamente la fecha siguiente se presentaba el duelo entre ambos. El ganador sería el campeón de la Copa Perú 1976.
Esta final era especial, era domingo 10 de octubre y el Estadio Nacional tenía un marco majestuoso con 44 mil espectadores de palmo a palmo. Desde el arranque, Coronel Bolognesi daba luces de su poderío; sin embargo los minutos finales de la etapa inicial fueron para Sport Áncash, liderado por el Petiso Medrano. En la complementaria, ambos equipos salieron más decididos. La apertura del marcador para los tacneños se presentó a los 74 minutos, fue trabado dentro del área y marco de penal. A estas alturas, Sport Áncash solo podía pensar en atacar, aunque la puntería falló. El cuadro huaracino estaba desesperado, necesitado y frustrado tras quedarse con 10 jugadores por expulsión de Mancini luego de agredir al golero Espinoza. El desenlace lo puso 'Camote’ Vásquez con remate rasante al ángulo derecho de la portería ancashina que decretó el 2-0 para Bolognesi. El pitazo final de César Orozco desató la algarabía de todo Tacna, en contraste con la otra cara de la moneda, la rabia de caer en la puerta del horno que se sentía en Huaraz.
La Finalísima de 1976 significó el primer torneo en el que Sport Áncash escribió su nombre en la fiesta grande del ascenso. Posteriormente, se consolidó como emblema del sector. Siéndole esquivo el ascenso al Fútbol Profesional por ubicarse en el tercer lugar por debajo de Coronel Bolognesi y de Pesca Perú.

### Grandes campañas
En el año 1998 logró clasificarse a la etapa regional de la Copa pero sus sueños de llegar a la etapa nacional se verían truncados tras perder en Trujillo el partido extra por el título regional frente a la Universidad Técnica de Cajamarca.
Al año siguiente solo lograría el subcampeonato regional tras quedarse relegado a manos de la Universidad Privada Antenor Orrego que al final se coronaria campeón de la Copa Perú, en el año 2000 estuvo en la etapa nacional, pero esta vez Atlético Grau fue el equipo que lo dejó en el camino.

### Ascenso y campaña en Primera División (2005-2009)

Campeón de la Copa Perú 2004.

Logró el ansiado ascenso a la profesional en la edición 2004 de la Copa Perú, tras vencer en las finales al tradicional Deportivo Municipal. En la ida en la ciudad de Huaraz ganó por 1 - 0 con gol de Luis Bello. En el partido de vuelta se impuso al local por 1 - 3 en el Estadio Nacional de Lima, el 26 de diciembre, con goles de Renzo Benavides, Danfer Doy e Ysmael Regalado.
En el 2005 comenzó su etapa en la máxima división bajo la dirección técnica de Rafael Castañeda y con algunos jugadores que lo llevaron al ascenso como Renzo Benavides, Juan Carrillo, Ysmael Regalado, entre otros. Al finalizar la temporada, acabó en la media tabla, no tuvo problemas con el descenso y estuvo a 13 puntos de lograr un cupo a la Copa Sudamericana. El 2006 no fue un buen año. Recién en las últimas fechas pudo librarse del descenso. Pues quedó en el puesto noveno tras una campaña de altibajos.
A inicios del año 2007, una mala inscripción de jugadores en el torneo anterior lo condenó al descenso. Sin embargo, una polémica amnistía otorgada por el presidente de la Federación Peruana de Fútbol le permitió seguir en la categoría de honor. Esa temporada hizo su mejor campaña en primera división al quedar tercero en la tabla acumulada. Ese mismo año logró su primera clasificación a un torneo internacional, al obtener una plaza para la Copa Sudamericana.
En el 2008 tuvieron un Apertura con malos resultados, quedando en los últimos puestos. Ello ocasionó que destituyeran al técnico colombiano José "Chepe" Torres, siendo elegido en su reemplazo el uruguayo Antonio Alzamendi. Con él tuvieron buenos resultados en el Torneo Clausura, llegando incluso a pelear los primeros puestos. Sin embargo, debido a problemas dirigenciales y económicos, Alzamendi renunció al cargo faltando pocas fechas para finalizar el torneo, nombrando como nuevo DT a Eduardo Asca. En la última fecha, Bolognesi les empató 4-4 en los minutos de descuentos, con lo que perdieron la posibilidad de disputar nuevamente una Copa Sudamericana. Por otro lado, con el nombre de Amenaza Verde FBC, las divisiones menores llegaron hasta la Etapa Regional de la Copa Perú.

#### Torneos internacionales
En el 2008, en su primera participación internacional, se enfrentaron al Ñublense de Chile por la Copa Sudamericana. Perdieron de visita 1-0 en Concepción, y luego golearon 4-0 en Huancayo. En la segunda fase se enfrentaron al Palmeiras de Brasil, siendo eliminados luego de empatar 0-0 en Lima y perder 1-0 en Sāo Paulo.
Primera fase
| Fechas       | Local ida | El ganador clasifica como | Local vuelta | Resultado ida | Resultado vuelta | Resultado global |
| ------------ | --------- | ------------------------- | ------------ | ------------- | ---------------- | ---------------- |
| 4/sep-16/sep | Ñublense  | Octavo 4                  | Sport Áncash | 1:0           | 0:4              | 1:4              |

Octavos de final

| 24 de septiembre de 2008 | Sport Áncash | 0:0     | Palmeiras | Estadio Nacional, Lima               |                                      |
|                          |              | Reporte |           | Árbitro(s): Álbert Duarte (Colombia) | Árbitro(s): Álbert Duarte (Colombia) |

| 1 de octubre de 2008 | Palmeiras | 1:0 (0:0) | Sport Áncash | Estadio Palestra Itália, São Paulo                                  |                                                                     |
|                      | Jumar 89' | Reporte   |              | Asistencia: 4.288 espectadores Árbitro(s): Martín Vásquez (Uruguay) | Asistencia: 4.288 espectadores Árbitro(s): Martín Vásquez (Uruguay) |

#### La crisis y el descenso a Segunda División
Para la temporada 2009, asumió el cargo de director técnico Mario Flores. Durante el Campeonato Descentralizado 2009, solo se ubicó en la decimoquinta posición de la primera etapa, lo que no le permitió acceder a la serie impar. En la Segunda etapa, las cosas no mejoraron y el equipo se ubicó en la última posición de su grupo. El 6 de diciembre de 2009 descendió a la Segunda División del Perú con tan solo un punto debajo del Alianza Atlético Sullana, equipo que mantuvo la categoría.

### Entre la Segunda División y la Copa Perú (2010-2018)

#### Campañas en Segunda División y descenso a Copa Perú (2010-2013)
Tras la renuncia de su presidente, Rafael Sánchez Rojas, parecía que se venía la noche en el equipo huaracino. Pero todo fue lo contrario, ya que el vicepresidente y el tesorero del club pagaron los 50 mil dólares a la Agremiación.
En esfuerzo conjunto, José Mallqui y Reynaldo Huayaney asumieron toda responsabilidad, cumplieron con la obligación de pago correspondiente a la segunda cuota, de modo tal, que los auriverdes aseguraron su presencia en el campeonato de Segunda División Profesional. donde el año 2010 fue entrenado por Roberto Mosquera.
Tras haber estado en una mala campaña en la temporada 2013, el martes 20 de agosto del 2013 la Asociación Deportiva de Fútbol Profesional confirma que el equipo desciende a la Copa Perú por incumplimiento de pagos con la Agremiación de Futbolistas.

#### Campaña en Copa Perú 2015 y subcampeonato de Segunda División 2016

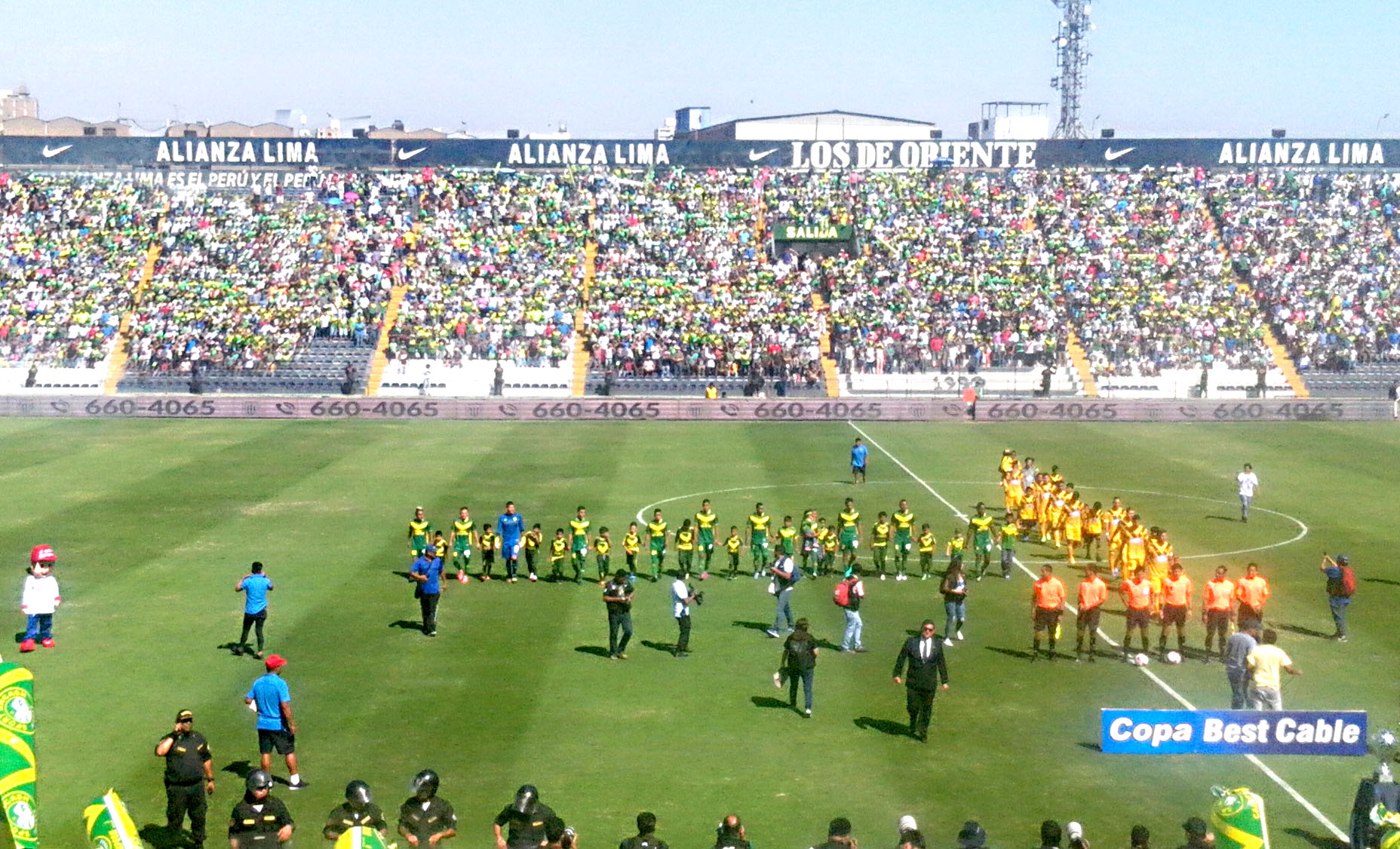
Sport Áncash perdió frente a Academia Cantolao en el Alejandro Villanueva por la final de la Segunda División.

Durante la Copa Perú 2015, el equipo logró alcanzar los cuartos de final donde fue eliminado por el Cristal Tumbes. Debido a su buena ubicación en la tabla general y por haber alcanzado las últimas instancias de la competición nacional, fue invitado a participar en la Segunda División para la temporada del 2016.
Su actuación en la segunda se mantuvo irregular entre los puestos 5 y 12 de la tabla, hasta las últimas 6 fechas del campeonato, donde ganó todas en condición de local y visita, esto le valió alcanzar la punta y definir el campeonato con el AD Cantolao, duelo en el que el cuadro auriverde perdió por 2 goles en contra.

#### Apelación ante el TAS y nuevo descenso a Copa Perú (2017-2019)
Sin embargo, José Mallqui, presidente del club, cuestionó este resultado y presentó una denuncia ante la Comisión de Justicia de la ADFP-SD alegando que su rival había disputado la final con dos jugadores extranjeros en situación irregular, Jefferson Collazos (Colombia) y Leandro Martín (Argentina). En última instancia, la Comisión de Justicia de la FPF se pronunció el 3 de enero de 2017, confirmando la victoria de Cantolao. 
Pero el litigio no quedó allí luego que el Sport Áncash anunciara su decisión de presentar una queja formal ante el TAS cuya respuesta, dada a conocer el 12 de enero de 2018, respaldó jurídicamente el pedido del club, pero por un error en el procedimiento de reclamo lo declaró infundado, imposibilitando su regreso a Primera División. A esa mala noticia jurídica, se agregó una mala noticia deportiva puesto que la 'Amenaza Verde' deberá volver a la Copa Perú después de un catastrófico año 2017 que vio a los Huaracinos terminar últimos en el campeonato de Segunda División 2017.
En 2018 logró alcanzar el campeonato departamental de Áncash, dándole el derecho de jugar la etapa Nacional de la Copa Perú 2018 donde alcanzó el puesto 37 de 50 final.
En 2019 logró avanzar a la etapa nacional tras perder la final departamental ante el Jose Galvez FBC.Conseguiría clasificar a los diesiseisavos de final donde enfrentó al club Maristas de Huacho eliminándolos con un 4-1 en la ida jugada en el Estadio Rosas Pampa y un 2-1 en la vuelta jugada en el estadio de Huacho.
En los cuartos de final se enfrentaron al Club Deportivo Garcilaso en el cual serían eliminados tras ganar 2-1 en la ida jugada en el Estadio Rosas Pampa pero luego perderían 3-0 en la vuelta jugada en el estadio de Cuzco lo cual significaría su eliminación de la Copa Perú 2019.

## Uniforme
- Uniforme titular: Camiseta verde con una "V" de color amarillo, pantalón verde, medias verdes.
- Uniforme alternativo: Camiseta blanca con una "V" de color verde, pantalón blanco, medias verdes.

### Evolución del uniforme

#### Titular
| 1967-2010 | 2011 | 2012 | 2013-2015 | 2016 | 2016 | 2017 |  |

#### Alternativo
| 1967-2010 | 19¿?-2010 | 2011-2012 | 2013-2015 | 2016 | 2017 | 2017 |  |

#### Tercero
| 2011-2013 |

| Periodo     | Kit     |
| ----------- | ------- |
| 2005 - 2006 | Walon   |
| 2007 - 2016 | Loma's  |
| 2017        | Sfera 3 |
| 2018 - 2019 | Palant  |

| Periodo     | Patrocinador           |
| ----------- | ---------------------- |
| 2004 - 2009 | Antamina               |
| 2013        | Colegio Saco Oliveros  |
| 2013 - 2014 | Casa de cambios Lázaro |
| 2015        | Lubricante Vistony     |

## Rivalidades

### Clásico Ancashino
Su tradicional rival es el José Gálvez de Chimbote. Sin duda, la rivalidad histórica entre Chimbote y Huaraz se traduce en rivalidad a todo ámbito, entonces es natural que los dos equipos más representativos del departamento hereden dicha rivalidad, convirtiéndose así los enfrentamientos entre Sport Áncash y José Gálvez en el Clásico del Fútbol Ancashino.
Ambos equipos se enfrentaron en muchas oportunidades por el campeonato departamental, donde desde 1981 al 2005 el Sport Áncash fue campeón en 7 oportunidades, mientras que el José Gálvez fue campeón en 8 oportunidades. A partir del 2004 se modifica el campeonato de Copa Perú permitiendo clasificar a dos equipos por departamento, es a partir dicho año que ambos equipos se enfrentan en instancias superiores del fútbol peruano. Desde el 2004 ambos equipos se han enfrentado en 4 partidos en la etapa nacional de la Copa Perú, 12 partidos en Primera División y 2 en Segunda División.

### Clásico Huaracino
La Amenaza Verde es el principal emblema de la ciudad. Tradicionalmente su clásico rival fue el Deportivo Huarupampa, ya que al tener ambos equipos el mismo barrio de origen, los partidos que jugaban eran intensos y muy disputados. Con la desaparición de los huarupampinos, en Huaraz la afición identificó como su clásico rival al Club Sport Rosario, originario del barrio de Nicrupampa. Esta rivalidad empezó cuando en el año 2002 ambos disputaron el título de la liga distrital de Huaraz. Con el ascenso de Sport Áncash a Primera División en 2004, tras ganar la Copa Perú, el clásico dejó de jugarse de manera oficial hasta el 2013. Tras el descenso de la Amenaza Verde a la Copa Perú, el clásico volvió a jugarse en marzo de 2014.

## Estadio
El Estadio Rosas Pampa fue inaugurado en 1945  con apenas dos tribunas (oriente y occidente). Sin embargo, con el apoyo del Gobierno Regional de Áncash, fue renovado y reinaugurado en 2010, pasando a tener tribunas populares, tribunas techadas, torres de iluminación, tablero electrónico, cabinas de transmisión y un sistema especial de drenaje, con capacidad para 20 000 espectadores.

## Datos del club
- Puesto histórico: 33.º
- Temporadas en Primera División:  5 (2005-2009).
- Temporadas en Segunda División: 6 (2010-2013); (2016 - 2017)
- Mejor resultado obtenido:
  - En campeonatos nacionales de local: Sport Áncash 12:0 San Isidro de Cantú Pira (9 de junio de 2024).[11]
  - En campeonatos nacionales de visita: Atlético Torino 1:6 Sport Áncash (26 de agosto del 2012).[12]
  - En campeonatos internacionales de local: Sport Áncash 4:0  Ñublense (16 de septiembre del 2008).
  - En campeonatos internacionales de visita: Ninguno.
- Peor resultado recibido:
  - En campeonatos nacionales de local: Sport Áncash 0:5 Sporting Cristal (28 de febrero del 2009).
  - En campeonatos nacionales de visita: Universidad César Vallejo 8:1 Sport Áncash (1 de octubre de 2017)
  - En campeonatos internacionales de local: Ninguno
  - En campeonatos internacionales de visita:  Palmeiras 1:0 Sport Áncash (1 de octubre del 2008).
- Mejor puesto en 1ª División: 3° (2007).
- Peor puesto en 1ª División: 15° (2009).
- Mejor puesto en 2ª División: 2.ª (2010, 2016).
- Máximo Goleador: Natalio Portillo, 38 goles en 5 temporadas.
- Mejor participación internacional: Segunda fase (Copa Sudamericana 2008).

### Participaciones internacionales
| Torneo                | Ediciones |
| --------------------- | --------- |
| Copa Sudamericana (1) | 2008.     |

### Por competición
| Torneo            | Temp. | PJ | PG | PE | PP | GF | GC | Dif. | Pts. | Mejor desempeño  |
| ----------------- | ----- | -- | -- | -- | -- | -- | -- | ---- | ---- | ---------------- |
| Copa Sudamericana | 1     | 4  | 1  | 1  | 2  | 4  | 2  | +2   | 4    | Octavos de final |
| Total             | 1     | 4  | 1  | 1  | 2  | 4  | 2  | +2   | 4    | —                |

## Entrenadores
Club Deportivo Comunitario Laboral Sport Ancash
- Víctor Lobatón (1977)
- Rigoberto Felandro (1978)
- Jesús Paz Oré (1993-1994)

Club Deportivo Sport Ancash
- Tito’ Chumpitaz (2004). Campeón Copa Perú 2004
- Rafael Abelardo Castañeda Castañeda (2005)
- Tito’ Chumpitaz (2005)
- Omar Jorge (2005)
- Tito’ Chumpitaz (2006)
- Renato Donsatti (2006)
- Ramón Mifflin (2006)
- José Torres (2007-2008)
- Antonio Alzamendi (2008)
- Eduardo Asca (2008-2009)
- Gustavo Ferrín (2009)
- Mario Flores (2009-2010)
- Roberto Mosquera (2010)
- Tito Chumpitaz (2010)
- Francisco Melgar (2011)
- Jesús Oropesa (2012)

Sport Áncash FC
- José Torres (2013)
- Miguel Guzmán (2013)
- Giancarlo Riega (2013)
- Víctor Bullón (2013)
- Medardo Arce (2014)
- Víctor Bullón (2015)
- Tito Chumpitaz (2015)
- Francisco Melgar (2016)
- Víctor Bullón (2016)
- Jorge Amado Nunes (2016)
- Celestino Huaranga (2016)
- Orlando Maltese (2016-2017)
- Alejandro Guerrero (2017)
- Paolo Maldonado (2017-2018)
- Luis Redher (2018)
- Matías Tatangelo (2018)
- Juan Jayo (2018)
- Juan Carlos Sandi (2018)
- Nilton Gómez (2019)
- Junior Fernández Bernable (2019-1920)
- Eder Méndez Villavicencio (2021-2022)
- Celestino Huaranga (2022-2023)

## Palmarés

### Torneos nacionales
| Competición nacional            | Títulos | Subcampeonatos |
| ------------------------------- | ------- | -------------- |
| Copa Del Inca (0/1)             |         | 2011.          |
| Segunda División del Perú (0/2) |         | 2010, 2016.    |
| Copa Perú (1/0)                 | 2004.   |                |

### Torneos regionales
| Competición regional                       | Títulos | Subcampeonatos                                                    |
| ------------------------------------------ | --- | ----------------------------------------------------------------- |
| Etapa Regional - Región II (2/2)           | 2000, 2004. | 1998, 1999.                                                       |
| Liga Departamental de Áncash (9/11)        | 1981, 1987, 1992, 1998, 1999, 2000, 2004, 2015, 2018.                                                                            | 1973, 1974, 1975, 1977, 1979, 1982, 1984, 1997, 2001, 2003, 2019. |
| Liga Provincial de Huaraz (20/0)           | 1973, 1974, 1975, 1979, 1981, 1984, 1987, 1992, 1997, 1998, 1999, 2000, 2001, 2003, 2004, 2015, 2018, 2019, 2022, 2024. (Récord) |                                                                   |
| Liga Distrital de Huaraz (15/0)            | 1975, 1979, 1981, 1984, 1987, 1992, 1997, 1998, 1999, 2000, 2001, 2003, 2004, 2015, 2024. (Récord)                               |                                                                   |
| Segunda División Distrital de Huaraz (2/0) | 1967, 2013. |                                                                   |

### Torneos amistosos
- Copa Líbero (1): 2006